# Agir (luna)
Agir je retrogradni naravni satelit Saturna iz Nordijske skupine.

## Odkritje in imenovanje
Luno Agir so odkrili  Scott S. Sheppard, David C. Jewitt, Jan Kleyna in Brian G. Marsden 4. maj leta 2005 na posnetkih, ki so jih naredili med 12. decembrom 2004 in 1. marcem 2005.  Njeno začasno ime je bilo S/2004 S 10. Uradno ime je dobila leta 2007 po velikanu Ægiru iz nordijske mitologije.